# 대한민국의 아나운서 출신 방송인
이 목록은 대한민국의 아나운서 출신 방송인을 정리한 것이다.
- 강동순
- 강동원
- 강아랑
- 강연희
- 강서은
- 강성곤[1]
- 강재형
- 강수정
- 고민정[2]
- 고은령
- 고창근
- 공서영
- 공정민
- 공진희
- 구영희
- 권순우
- 김경란
- 김경화
- 김경희
- 김국향
- 김기덕
- 김날해
- 김도연(45기)
- 김동건
- 김동우(14기)
- 김동훈
- 김동연
- 김미진
- 김민아
- 김민정(38기)
- 김민지
- 김민형
- 김범수
- 김병래
- 김병찬
- 김상준
- 김세희
- 김석류
- 김선근
- 김선동
- 김성경
- 김성수(8기)
- 김성주
- 김시연
- 김아린
- 김완태
- 김용
- 김윤근
- 김윤정
- 김윤한
- 김이숙[3]
- 김일중
- 김자영
- 김재영
- 김정근[4]
- 김정일[5]
- 김정윤
- 김주하[6]
- 김주희
- 김준우
- 김지연(SBS)
- 김지연(36기)
- 김지은
- 김지원(39기)
- 김창옥
- 김태우
- (故)김태욱(방송인)
- (故)김태희(1994년 입사)
- 김현경
- 김현욱(26기)
- 김혜선(34기)
- 김흥수(12기)
- 김환
- 김희영(17기)
- 나경은
- 노현정
- 도경완
- 류시현
- 문영민
- 문지애
- 문지숙
- 박광호[7]
- 박경희
- 박근아
- 박근혜(24기)
- 박나림
- 박영만
- 박용호
- 박은영(33기)
- 박성화[8]
- 박소현(MBC)
- 박슬기
- 박지윤(30기)[9]
- 박찬민
- 박초아
- (故)박태남[10]
- 박현선
- 박현우
- 박혜진
- 방현주
- 배기완
- 배수경
- 배수연
- 배유선
- 배유정
- 배성재
- 배지현
- 배현진
- 백미란
- 백지연
- 변웅전
- 봉두완
- (故)서기원
- 서기철
- 서현진(1980년)
- 서태왕
- 선우경
- 성경환
- 성문규
- 성주희
- 손미나(24기)
- 손범수
- 손석기
- 손석희(1956년생)[11]
- 송경희
- 송선경[12]
- 송소진
- (故)송인득
- 송재익
- (故)송지선
- 송지헌
- 신동호
- 신아영
- 신영일(24기)
- 신용훈
- 신용철
- 신유아
- 신유진
- 신은경(8기)
- 신현숙[13]
- 안혜경
- 양승연
- 양진수
- 엄태진
- 염지혜
- 오상진
- 오영실
- 오정연
- 오혜원
- 오현주
- 왕종근
- 용경빈
- 유수호
- 유애리
- 유정아
- 유재복
- 유현주
- 유협
- 유정현
- 유형서
- 윤성원
- 윤소영
- 윤소희
- 윤영미 (9기 1959년생)
- 윤영미 (1962년생 방송인)
- 윤우리
- 윤재희
- 윤지영(SBS)
- 윤지연
- 윤지수
- 윤태진
- 윤희길
- 위서현(29기)
- 원순식
- 원종배
- 이계진
- 이광재
- 이규리[14]
- 이규항[15]
- 이금희
- 이명선
- 이명숙
- 이명용
- 이상벽
- 이서영
- (故)이성민(21기)
- 이세진
- 이설아
- 이숙영
- 이승태
- 이언경
- 이유진
- 이윤상
- 이윤철
- 이익선
- 이재용
- 이정민(1971년)
- 이정민(31기)
- 이정옥
- 이정헌
- 이종태
- 이주연
- 이지연
- 이지연(26기)
- 이지윤
- 이지애[16]
- 이창섭
- 이창호
- 이천규
- 이하정
- 이한숙
- 이현우
- 이혜성
- 이혜민(1982년)
- 임경진
- 임용수
- 임성민(20기)
- 임성훈
- 임주완
- 장두희
- 장성규
- 장수영
- 장은영
- 장예원[17]
- 장예인[18]
- 장재홍
- 전종환
- 전현무
- 정경수
- 정다운
- 정다은(34기)
- 정미정
- 정미홍
- 정애숙
- 정은길
- 정은아
- 정은영
- (故)정은임
- 정인영
- 정지영
- 정혜경
- 정혜정
- 정현경 (방송인)
- 정동영[19]
- 조경아
- 조건진
- 조승완
- 조우종
- 조일수
- 조정린
- 조충현
- 주혜연
- 지영서
- 지승현
- 진성희
- 진양혜
- 차다혜
- 차인태
- 최규연[20]
- 최대현
- 최동석[21]
- 최선규
- 최송현
- 최영미(12기)
- 최영임
- 최우철
- 최윤영
- 최윤정
- 최율미
- 최은경
- 최일구[22]
- 최일지
- 최재혁
- 최창섭
- 최현정
- 최희
- 추혜정
- 채령
- 표영준
- 하지은
- 한광섭
- 한명재
- 한석준
- 한선교
- 한성주
- 한연수
- 한종희
- 한준호
- 한홍비
- 한효연
- 한희경
- 허보혜
- 허은정
- 허주
- 허준
- 허혜림
- 호준석
- 홍서윤
- 홍영숙
- 홍지수 (언론인)
- 황보미
- 황수경
- 황언배
- 황인용
- 황유선
- 황현정